# أولاد الشيخ (الرافعية)
أولاد الشيخ هي إحدى مشيخات المملكة المغربية، تتبع جغرافيا لإقليم قلعة السراغنة وإداريًا لالرافعية. يقدر عدد سكانها بـ 12703 نسمة حسب الإحصاء الرسمي للسكان والسكنى لسنة 2004.